# Pijor
Pijor  (Lat.  Phoxinus phoxinus) široko je rasprostranjena riba iz porodice šarana  (lat. Cyprinidae). Poznata je i po nazivima zelenak, pisanec gaga i gagica.

## Opis i građa
Pijor prosječno naraste 10 do 12 cm, u rijetkim situacijama i više, do 15 cm. Vretenaste je građe, tijela prekrivenog sitnim ljuskama kojih nema na trbuhu. Glava i prsa su mu zagasito crvene boje, a osnovna boja leđa je tamnozelena ili sivocrna. Na bokovima tijela nalaze se mrlje nepravilnog oblika, često spojene u zlatne uzdužne pruge. Cijelo tijelo je posuto sitnim sivim pjegama. Tijekom razdoblja mrijesta mužjaci dobivaju nešto življe boje, koje nakon mrijesta opet izblijede. Može doživjeti i do 8 godina. Hrani se vodenim biljem i beskralježnjacima.

## Stanište
Pijor najčešće živi u vodama  Dunavskog, Sinjskog, Livanjskog i Glamočkog polja, u Buškom i  Mostarskom blatu te u  Blidinjskom jezeru, ali se sreće u svim vodama dunavskog i jadranskog sliva, kao i u  Skadarskom jezeru. Nastanjuje bistre, hladne rijeke, i potoke s pješčanim i šljunkovitim dnom. Gotovo uvijek se sreće u velikim jatima. Ako se voda jako ugrije, jata se sele k izvorima gdje je voda hladnija ili traže mjesta u virovima i jarugama u riječnom dnu.

## Razmnožavanje
Spolnu zrelost dostiže nakon 1-2 godine, a ponegdje tek s 3 godine. Pijor se mrijesti krajem proljeća i tijekom ljeta, obično od svibnja do srpnja. Ženke pijora jaja najčešće odlažu među kamenje. Plodnost je vrlo mala, do tisuću jajašaca koja su ljepljiva i imaju u dijametru od 1 do 1,25 mm.

## Poveznice
|  | Zajednički poslužitelj ima još gradiva o temi Pijor |
|  | Wikivrste imaju podatke o taksonu Pijor             |